# Johnny och döden
Johnny och döden, 1993, (eng. titel: Johnny and the Dead) är en bok skriven av Terry Pratchett. Den är den andra boken i trilogin om Johnny Maxwell, kallad Johnny-serien. De andra delarna heter:
- Bara du kan rädda mänskligheten
- Johnny och bomben